# Periquito-omnicolor

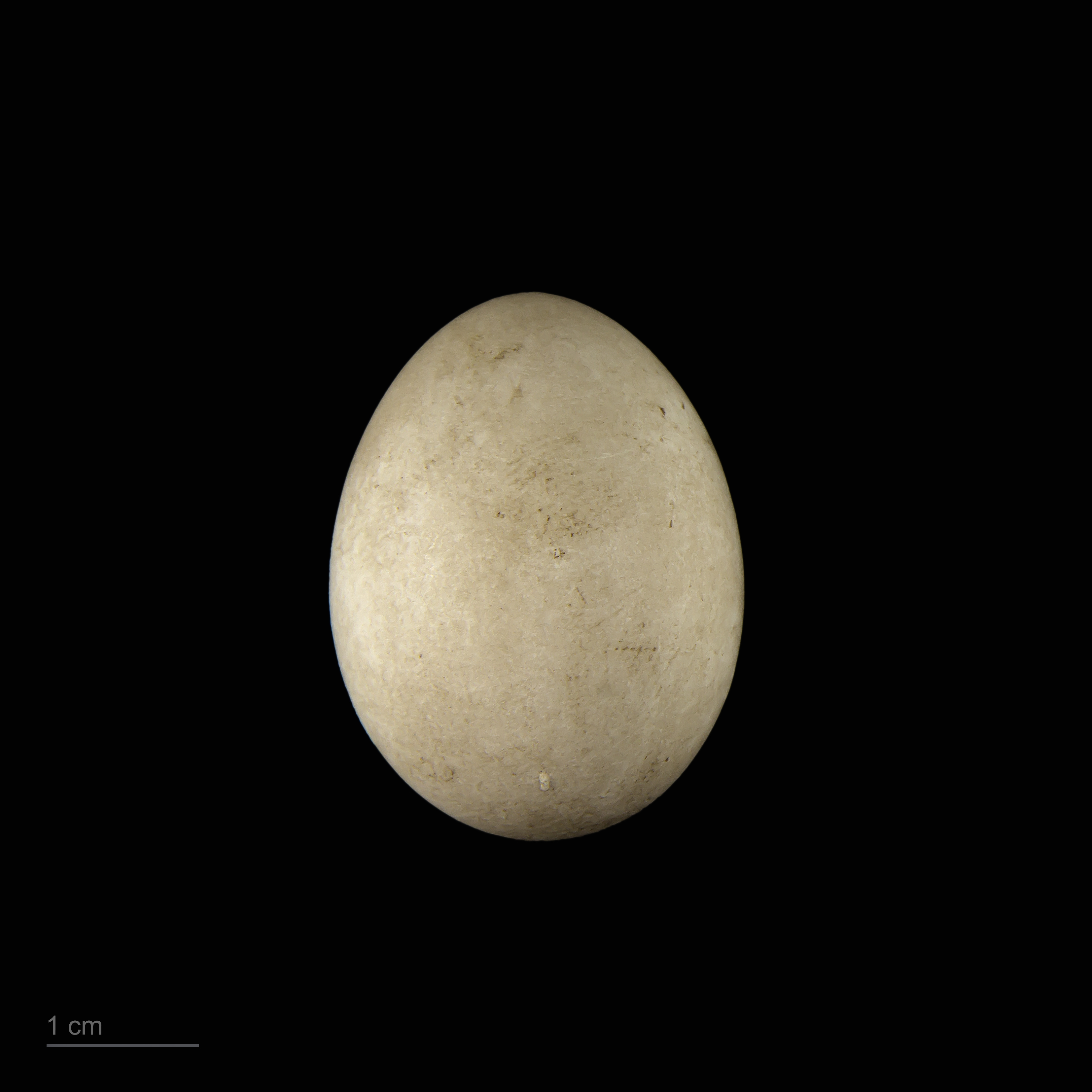
Platycercus eximius - MHNT

O periquito-omnicolor (Platycercus eximius) é uma ave da família dos papagaios.
Periquito é o nome vulgar atribuído às aves psitaciformes do género Platycercus. As seis espécies conhecidas são nativas da Austrália e ilhas adjacentes. Habitam naturalmente florestas e bosques, mas adaptaram-se à convivência com o Homem em zonas agrícolas e espaços verdes humanos.
Os periquitos têm entre 25 e 38 cm de comprimento e possuem uma plumagem muito colorida, em tons fortes de vermelho e laranja. A sua alimentação é baseada em sementes e frutos. Estas aves podem ser criadas como animais de estimação.
https://avibase.bsc-eoc.org/species.jsp?lang=PT&avibaseid=69F0C9FFDEF57EA2